# Erika Brown (pływaczka)
Erika Brown (ur. 27 sierpnia 1998 w Modesto) – amerykańska pływaczka specjalizująca się w stylu dowolnym, wicemistrzyni olimpijska i dwukrotna mistrzyni świata w sztafetach.

## Kariera
W 2018 roku na mistrzostwach świata na krótkim basenie w Hangzhou wraz z Madison Kennedy, Mallory Comerford i Kelsi Dahlią zwyciężyła w sztafecie 4 × 50 m stylem dowolnym. Amerykanki z czasem 1:34,03 ustanowiły nowy rekord mistrzostw. W sztafecie 4 × 200 m stylem dowolnym Brown zdobyła srebro. Płynęła także w wyścigach eliminacyjnych sztafet 4 × 100 m stylem dowolnym i 4 × 50 m stylem zmiennym i otrzymała złote medale, kiedy reprezentantki Stanów Zjednoczonych zajęły w finałach pierwsze miejsce.
Trzy lata później podczas igrzysk olimpijskich w Tokio zdobyła brąz w sztafecie 4 × 100 m stylem dowolnym, na jej pierwszej zmianie uzyskawszy czas 54,02. Na dystansie 100 m stylem dowolnym zajęła 13. miejsce (53,58). Brała też udział w eliminacjach sztafet 4 × 100 m stylem zmiennym i otrzymała srebrny medal, gdy jej rodaczki uplasowały się w finale na drugiej pozycji.